# Trofeo Antonio Puerta
Trofeo Antonio Puerta (z hiszp. Trofeum Antonio Puerta) – międzynarodowy towarzyski klubowy turniej piłkarski rozgrywany latem od 2008 w Sewilli (Hiszpania) i organizowany przez Sevilla FC. Turniej poświęcony jest Antoniowi Puercie, który zmarł 28 sierpnia 2007 roku (w wieku 22 lat) po doznaniu urazu serca podczas inauguracyjnego meczu Primera División w sezonie 2007/08 przeciwko Getafe CF. W turnieju występuje od 2 do 4 klubów. Przy 4 uczestnikach rozgrywano dwa mecze półfinałowe oraz mecz o 3 miejsce i finał.

## Finały
| Edycja | Rok  | Finał      | Finał | Finał               |
| Edycja | Rok  | Zwycięzca  | Wynik | Finalista           |
| ------ | ---- | ---------- | ----- | ------------------- |
| I      | 2008 | Sevilla FC | 2:0   | Málaga CF           |
| II     | 2009 | Sevilla FC | 2:1   | Xerez CD            |
| III    | 2010 | Granada CF | 1*:1  | Sevilla FC          |
| IV     | 2011 | Sevilla FC | 5:0   | RCD Espanyol        |
| V      | 2012 | Sevilla FC | 2:0   | Deportivo La Coruña |
| VI     | 2013 | Sevilla FC | 1*:1  | UD Almería          |
| VII    | 2014 | Sevilla FC | 2:0   | Córdoba CF          |
|        | 2015 | -          | -     | -                   |
| VIII   | 2016 | Sevilla FC | 3-4   | ARG Boca Juniors    |
| IX     | 2017 | Sevilla FC | 2-1   | AS Roma             |
|        | 2018 |            | -     |                     |
| X      | 2019 | Sevilla FC | 2-0   | Schalke 04          |
|        | 2020 | -          | -     | -                   |
|        | 2021 | -          |       |                     |
| XI     | 2022 | Sevilla FC | 1-0   | Cadiz               |

## Statystyki[1]
| Lp.  | Klub                | Zdobywca | Finalista | Lata triumfów |
| ---- | ------------------- | -------- | --------- | ------------- |
| 1.   | Sevilla FC          | 10       | 1         |               |
| 2.   | Granada CF          | 1        | 0         | 2010          |
| 3-8. | Málaga CF           | 0        | 1         |               |
|      | Xerez CD            | 0        | 1         |               |
|      | RCD Espanyol        | 0        | 1         |               |
|      | Deportivo La Coruña | 0        | 1         |               |
|      | UD Almería          | 0        | 1         |               |
|      | Córdoba CF          | 0        | 1         |               |